# スアム生命工学研究院
スアム生命工学研究院（朝鮮語: 수암생명공학연구원）は、大韓民国のクローニング研究機関である。
2005年4月に世界初のクローン犬スナッピーを誕生させた黄禹錫と、彼を慕う約20人の研究員によって2006年7月に設立された。2009年8月、糖尿病治療と新薬開発などを目的とした形質転換クローン豚生産に関する協約を、京畿道との間で締結した。
愛玩犬や使役犬のクローニング受託で知られ、2018年までに数百頭を生産した。